# Ameraucana

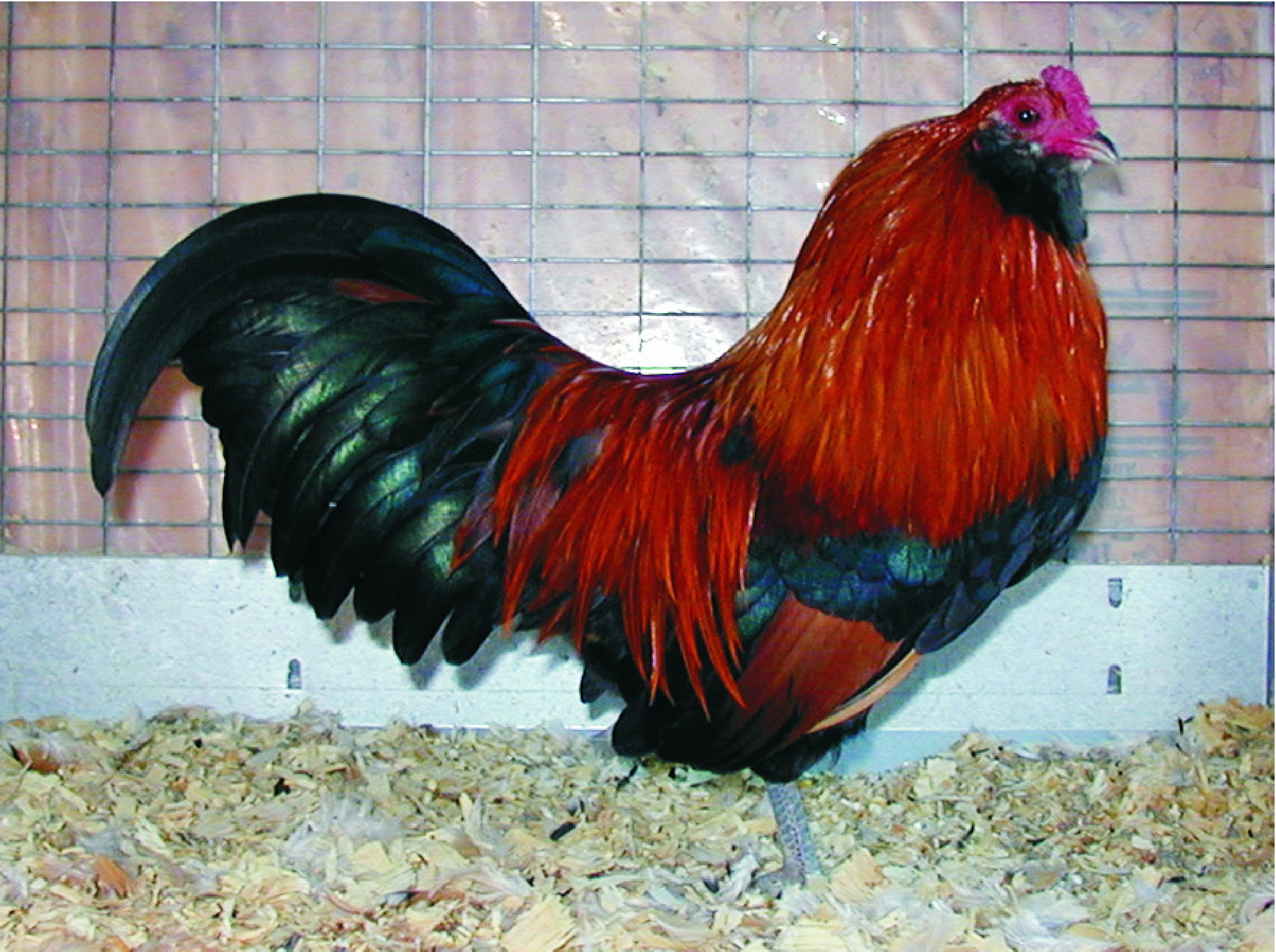
Ameraucana

Das Ameraucana-Huhn ist eine amerikanische Hühnerrasse, die in den 1970er Jahren in den USA erzüchtet wurde und von Araucana-Hühnern aus Chile abstammt. Sie wurde gezüchtet, um das für die bläuliche Eierfarbe verantwortliche Gen zu erhalten. Man wollte aber den Letalfaktor der Ausgangsrasse, bei der die Nachkommen zweier Elterntiere mit Bommeln bereits im Ei absterben, eliminieren. 
Es gibt die Rasse sowohl in Normalgröße als auch als Zwerghuhn.